# Helena von Troja
Helena von Troja ist eine US-amerikanische Fernsehproduktion des Regisseurs John Kent Harrison aus dem Jahr 2003, der von Homers Ilias inspiriert wurde und vom mythischen Kampf der Griechen mit der bronzezeitlichen Stadt Troja erzählt.

## Handlung
Die Handlung des Films basiert auf der Ilias von Homer.
Zu Beginn des Films wird Paris geboren und die kleine Kassandra prophezeit, dass Troja brennen werde, sollte Paris erwachsen werden. Der trojanische König Priamos geht mit dem kleinen Paris, seinem Sohn, zu einem Berg, um ihn dort zu töten, was er jedoch nicht übers Herz bringt. Er setzt ihn auf dem Berg Ida aus und überlässt es den Göttern über Paris’ Schicksal zu entscheiden. Dort findet ihn der Schäfer Agelaus und zieht ihn auf. Nachdem Paris sich bei einem Wettstreit die Sympathie Aphrodites gesichert hat, sichert sie ihm die Liebe der schönen Helena, Tochter des Zeus und Ledas, zu. Diese wird wegen ihrer außerordentlichen Schönheit entführt. Ihr Bruder findet sie aber nach längerer Suche. Beim Befreiungsversuch stirbt er zusammen mit dem Entführer.
Helena wird zur Frau des spartanischen Königs Menelaos. Paris, der Prinz von Troja nimmt bei einem Besuch in Sparta Helena auf deren ausdrücklichen Wunsch nach Troja mit. Die beiden werden ein Liebespaar.
Der König von Sparta sinnt nach Rache und zieht gemeinsam mit dem griechischen König nach Troja, um Helena zurückzuholen. Diesem Wunsch gibt Priamos jedoch nicht nach, worauf der Zehnjährige Krieg um Troja ausbricht.
Beim Filmschluss sind von den Hauptdarstellern nur mehr Helena und Menelaos am Leben. Helena folgt Menelaos nach Sparta.

## Kritik
„Die detailfreudig inszenierte (Fernseh-)produktion reduziert Homers ‚Ilias‘ auf die Grundzüge und interpretiert deren Charaktere recht frei, wartet aber mit eindrucksvollen Bildern auf. Ohne Anspruch auf Historizität entfaltet sich ein Bilderbogen, der in lehrhaftem Tonfall Fiktion und geschichtliche Realität mischt, wobei Unstimmigkeiten des Drehbuchs, die mitunter bühnenhafte Inszenierung und einige unnötig ausgemalte Mordszenen das Vergnügen schmälern.“